# Sarò musica
Sarò musica è un album del cantante italiano Gianluca Capozzi, lavoro discografico uscito nel 2002.

## Tracce
1. Resta – 3:31
2. Io non ti fermo – 3:40
3. Figlio di una migliore stella – 3:50
4. Angel – 4:40
5. Il film della vita – 4:20
6. Resta come sei – 3:31
7. Sarò musica – 4:00
8. Look in My Eyes – 3:33
9. E vita sarà – 4:08
10. Più di ogni altra cosa al mondo – 3:29

## Formazione
- Gianluca Capozzi - voce
- Massimiliano Capozzi - tastiera, pianoforte
- Giorgio Cocilovo - chitarra
- Andrea Braido - chitarra
- Maurizio Fiordiliso - chitarra
- Mauro Amato - chitarra
- Alfredo Golino - batteria
- Carmine Napolitano - batteria
- Cesare Chiodo - basso elettrico
- Enzo Apicella - basso elettrico
- Lina Sorrentino - voce femminile
- Sofia Baccini - voce femminile
- Nello Crestadoro - voce maschile
- Ciro Barbato - direzione archi